# Extremofil

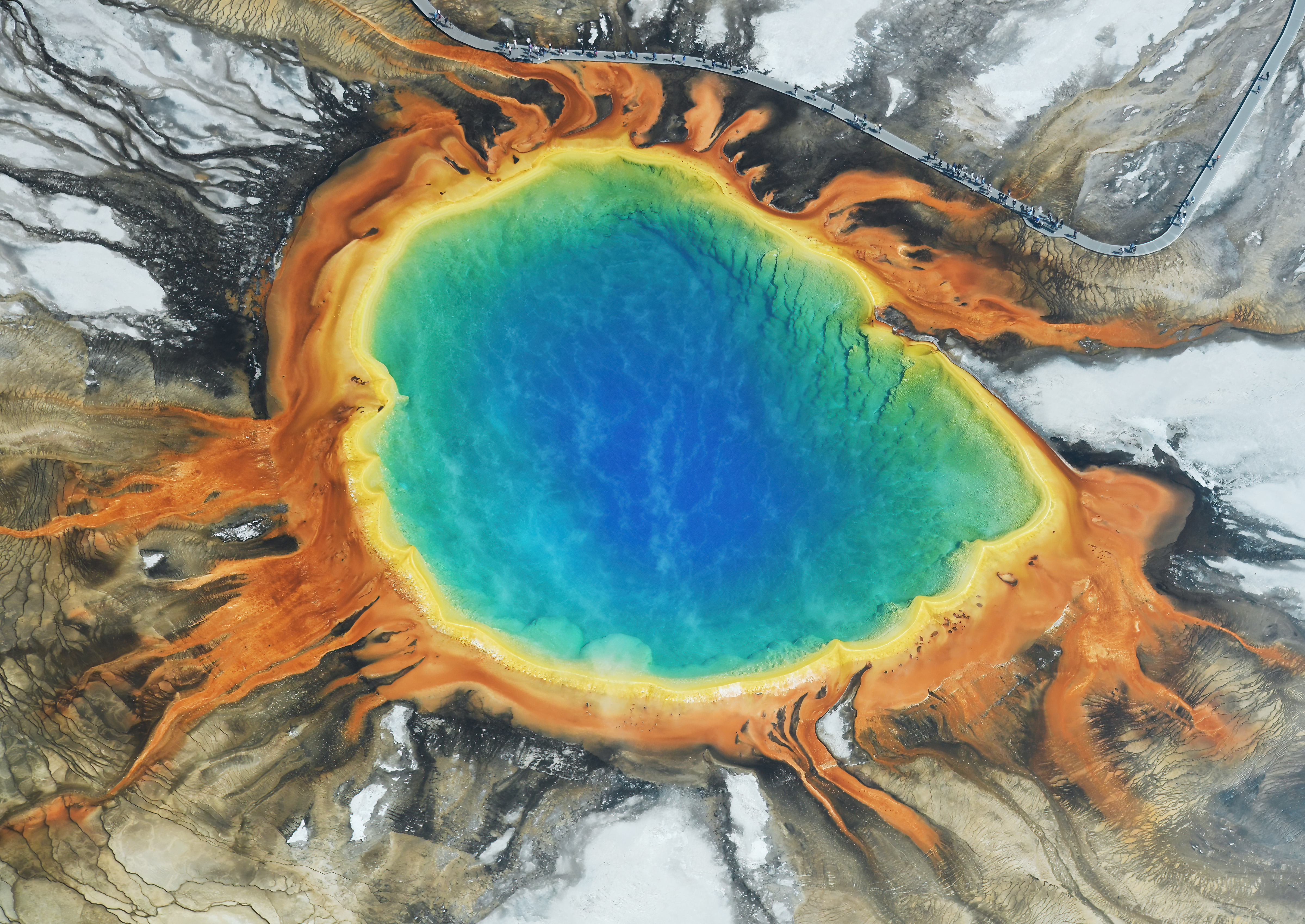
Termofilele, o subcategorie a extremofilelor, produc aceste culori vii din Grand Prismatic Spring, Yellowstone National Park

Extremofile se referă la acele organisme care pot supraviețui în condiții extreme. Câteva tipuri de organisme extremofile după temperatură sunt termofilele, psihrofilele și hipertermofilele. De asemenea, există organisme halofile, acidofile și xerofile. Prin contrast, organismele care trăiesc în medii de viață obișnuite se numesc organisme mezofile sau neutrofile.

## Caracteristici
În anii '80 și '90, biologii au descoperit că viața microbiană este ușor adaptabilă la medii de viață extreme - medii extrem de fierbinți, acidice, care sunt toxice organismelor mai complexe.

## Clasificări
Există numeroase clase de organisme extremofile. Aceste clasificări nu sunt exclusive.

### Termeni
Acidofil
Un organism a cărui creștere optimă este la un pH mai scăzut de 3.
Alcalofil
Un organism a cărui creștere optimă este la un pH mai mare de 9.
Anaerob
Un organism care nu are nevoie de oxigenpentru a crește, precum Spinoloricus Cinzia. Există două subclase: un organism facultativ anaerob poate tolera atât condițiile aerobe, cât și pe cele anaerobe. Un organism obligatoriu anaerob moare în prezența oxigenului.
Criptoendolit
Un organism care trăiește în spații microscopice, în interiorul pietrelor.
Halofil
Un organism care are nevoie de minimum 0.2M săruri (NaCl) pentru creștere